# Desoxyadenosinetrifosfaat
Desoxyadenosinetrifosfaat of dATP is een desoxyribonucleotide die is opgebouwd uit het nucleobase adenine, het monosacharide desoxyribose en drie fosfaatgroepen. Deze structuur kan worden opgevat als afgeleid van adenosinetrifosfaat (ATP), de belangrijkste energiedragende molecuul in biologische cellen.

## Biochemische functies
Desoxyadenosinetrifosfaat wordt gebruikt in de synthese van DNA. Bovendien is het een precursor voor de biosynthese van adenosinemonofosfaat (AMP).